# U-958
Unterseeboot 958 foi um submarino alemão do Tipo VIIC, pertencente a Kriegsmarine que atuou durante a Segunda Guerra Mundial.
O U-958 esteve em operação entre os anos de 1943 e 1945, realizando neste período 3 patrulhas de guerra, nas quais afundou uma embarcação e danificou outra.

## Comandantes
| Comandante            | Data                                        |
| --------------------- | ------------------------------------------- |
| Kptlt. Gerhard Groth  | 14 de janeiro de 1943 - 25 de abril de 1945 |
| Oblt. Friedrich Stege | 26 de abril de 1945 - 3 de maio de 1945     |

## Subordinação
Durante o seu tempo de serviço, esteve subordinado às seguintes flotilhas:
| Período                                       | Flotilha                  |
| --------------------------------------------- | ------------------------- |
| 14 de janeiro de 1943 - 31 de julho de 1944   | 5. Unterseebootsflottille |
| 1 de agosto de 1944 - 15 de fevereiro de 1945 | 8. Unterseebootsflottille |
| 16 de fevereiro de 1945 - 3 de maio de 1945   | 5. Unterseebootsflottille |